# Synaldis nodosa
Synaldis nodosa är en stekelart som beskrevs av Papp 1996. Synaldis nodosa ingår i släktet Synaldis och familjen bracksteklar. Inga underarter finns listade i Catalogue of Life.